# If It's Love
"If It's Love" é uma canção da banda americana de rock Train, que está presente em seu álbum Save Me, San Francisco, e se tornou o segundo single do disco.
Ela estreou na 31ª posição da Billboard Hot Adult Top 40 Tracks. A canção acabou sendo um enorme sucesso comercial.
Em uma entrevista, Pat Monahan afirmou que "If It's Love" foi escrita no mesmo dia que o hit "Hey, Soul Sister" e sua letra traz um agradecimento aos fãs de longa data da banda.

## Paradas musicais
| Paradas (2010)                                | Melhor posição |
| --------------------------------------------- | -------------- |
| Austrália (ARIA Charts)                       | 21             |
| Canadá (Canadian Hot 100)                     | 60             |
| Nova Zelândia (RIANZ)                         | 28             |
| Eslovênia (IFP)                               | 100            |
| Estados Unidos (Billboard Hot 100)            | 34             |
| Estados Unidos (Billboard Hot 100 Airplay)    | 29             |
| Estados Unidos (Billboard Adult Contemporary) | 15             |
| Estados Unidos (Billboard Adult Pop Songs)    | 1              |
| Estados Unidos (Billboard Pop Songs)          | 19             |
| Estados Unidos (Billboard Triple A)           | 6              |

### Certificações
| País           | Certificador | Certificação |
| -------------- | ------------ | ------------ |
| Austrália      | ARIA         | Ouro         |
| Estados Unidos | RIAA         | Platina      |